# 吕河站
吕河站是襄渝铁路上的一座铁路车站，位于陕西省安康市旬阳市段家河镇境内，启用于1973年10月。车站隶属于中国铁路西安局集团安康车务段，为四等站，现仅办理货运业务。

## 设施
车站设于河谷中半山腰，站房位于线右（股道内侧、与山体间），依山面水。站场为东北—西南走向，直线型，站场内建有桥梁2处。车站设有到发线6条（正线2股），货物线1条，另配备有货运站台、货物仓库等货运设施及候车室、行包房、旅客站台等客运设施。